# Moreno (Argentyna)
Moreno – miasto w Argentynie, położone we wschodniej części prowincji Buenos Aires.

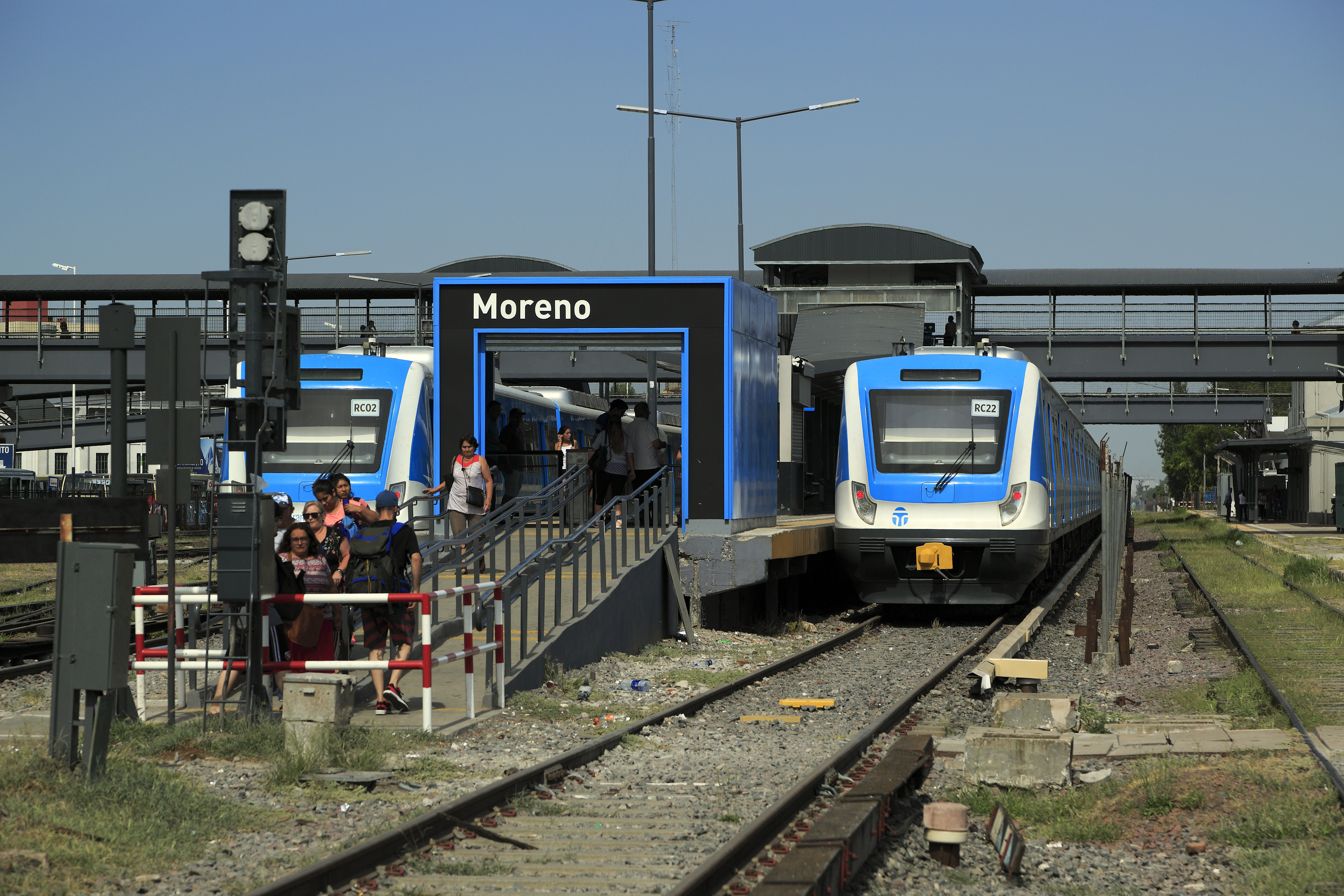
Stacja kolejowa w Moreno

.

## Opis
Miejscowość została założona w 1864 roku. W odległości 42 km od miasta, znajduje się aglomeracja i stolica kraju Buenos Aires. Przez miasto przebiega autostrada AU7, droga krajowa RP23 i linia kolejowa.

## Atrakcje turystyczne
- Museo Florencio Molina Campos[2] – Muzeum sztuki,
- Catedral Nuestra Señora del Rosario – Katedra Matki Boskiej Różańcowej, od 13 maja 1997 roku, siedziba diecezji Merlo-Moreno.

## Znani urodzeni w Moreno
- Diego Perotti – argentyński piłkarz występujący na pozycji napastnika.